# كامبو (دواء)

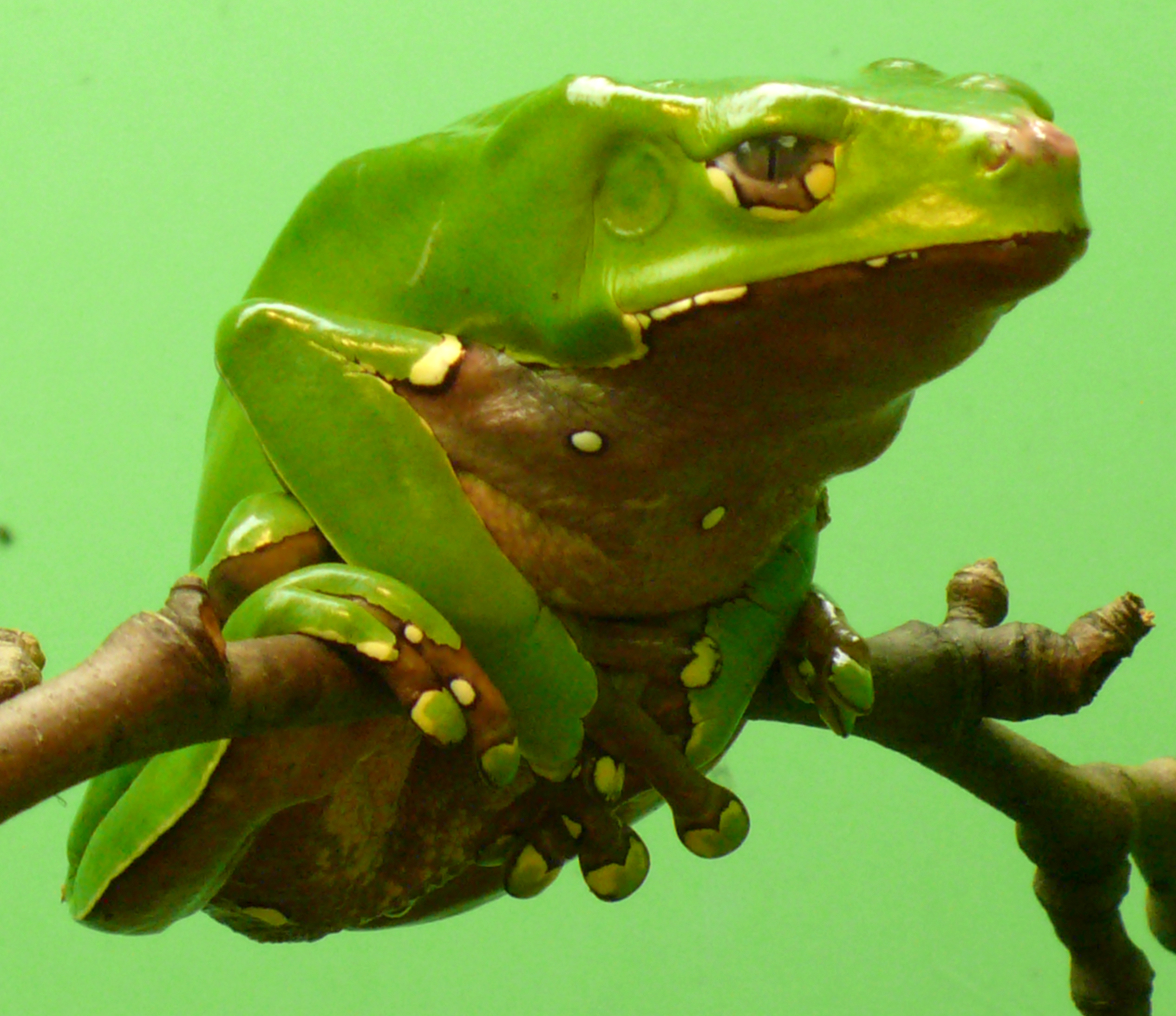
ضفدع الشجرة الشمعي العملاق

كامبو، المعروف أيضًا باسم فاسينا-دو-سابو أو سابو (من البرتغالية «سابو» ومعناها الحرفي «العلجوم»)، هو دواء يحوي إفرازات الجلد المجففة للكامبو، وهو نوع من الضفادع، يستخدم كدواء عبر الأدمة.
عادةً ما يُستخدم كامبو في بيئة جماعية، ويسمى الحدث دائرة كامبو أو حفل كامبو. تشمل التأثيرات على البشر تسرع القلب والغثيان والإقياء والإسهال، ومع ذلك، وجدت مراجعة تلوية لـ50 دراسة فُحصت فيها 11 حالة تسمم حاد أن الحالات القصوى قد تشمل الذهان (شديد أحيانًا) ومتلازمة الإفراز غير الملائم للهرمون المضاد لإدرار البول وأذية كلوية (بما في ذلك القصور الكلوي الحاد) وأذية في البنكرياس وأذية في الكبد بما في ذلك التهاب الكبد السام والتهاب العضلات والجلد وانثقاب المريء والنوبات والوفاة، رغم محدودية الأدلة على حدوث ذلك.
يُعطى كامبو، التي برز كممارسة طبية شعبية بين الشعوب الأصلية في الأمازون، أيضًا كعلاج بديل في الغرب، غالبًا كدواء زائف للتطهير أو إزالة السموم. يتضمن الحفل حرق ذراع أو ساق المريض وتطبيق مادة الكامبو مباشرةً على الحرق. يدعي المروجون أن الكامبو يساعد في العديد من الأمراض أو الإصابات. رغم ذلك، لا يوجد دليل علمي على أنه علاج فعال.
تبين وجود خطورة كبرى عند أخذ كامبو مع كميات كبيرة من الماء. يرتبط ذلك مع حدوث متلازمة الإفراز غير الملائم للهرمون المضاد لإدرار البول واضطرابات في توازن الكهارل: تغيرات في أسمولية البلازما والبول ونقص بوتاسيوم الدم ونقص مغنيسيوم الدم ونقص فوسفات الدم. يعد النالوكسون قيد الدراسة باعتباره ترياق محتمل؛ يشمل العلاج في المستشفى أيضًا إعطاء أدوية لحماية الأعضاء من التلف واستعادة وظيفة الكهارل.

## استخدام السكان الأصليين
لجمع الإفرازات من جسم الضفدع، يجب أولًا إمساك الضفدع. يعمل أحد الممارسين على ربط الضفدع بأربعة أعواد موضوعة في الأرض مع فرد أطرافه بالكامل. يؤدي سحب الأطراف إلى إجهاد الضفدع بدرجة كافية لتفعيل آلية الدفاع لديه وإفراز مادة من جلده تحتوي على ببتيدات. بعد الحصول على الإفرازات، يعود الضفدع إلى البرية. بعد ذلك، تُترك الإفرازات حتى تجف. تُحدث حروق صغيرة على الجلد، وتوضع جرعة صغيرة من إفرازات الضفادع على الجروح المفتوحة. في الممارسة الأصلية، تُزال الإفرازات من الجروح بعد 15-20 دقيقة، ما يؤدي إلى إيقاف الأعراض الحادة.

## استخدام آخر
خارج أمريكا الجنوبية، يمكن أن يضم حفل كامبو شخصين فقط، الممارس والمشارك، أو العديد من المشاركين في وقت واحد، وهو ما يُعرف باسم دائرة كامبو. يُنصح المشاركون بإحضار الكثير من الماء ومنشفة ودلو. عادةً ما توضع حصائر اليوغا على الأرض وغالبًا ما تكون غرفة الاحتفال، والتي عادةً ما تكون غرفة جلوس الممارس، مليئة بعود البخور.
أثناء الحفل، يتم حرق جلد المشارك عمدًا عدة مرات، عادةً في الجزء العلوي من الذراع أو الساق، بواسطة الممارس باستخدام عصا أو غصن مشتعل. يستخدم الممارس اللعاب أو الماء لإعادة تكوين إفرازات الضفدع ووضعها فوق الجلد المحروق. يُنصح المشاركون بالصراخ بكلمة «فيفا» عندما يتقيأ أي منهم في دلو. تشمل التأثيرات قصيرة الأمد الغثيان والإقياء والإسهال ووذمة (تورم) في الوجه والصداع وتسرع قلب. يبدو أن الإفرازات فعالة وعائيًا (تؤثر على الدورة الدموية)، ما يفسر سبب امتصاصها بسرعة.